# 伊利索斯河
伊利索斯河（希臘語：Ιλισός）是希臘雅典的一条河流，原为基菲索斯河一条支流，现在大部分处于地下。河流在希臘古詩中提及，也成為古希臘藝術作品例如雕塑的主題。

## 古代雅典
在古代，河流流經雅典防禦城牆外。柏拉圖在《克里提亞斯》中寫道，這條河是古城牆的邊界之一。河的堤岸位於繁忙的十字路口，綠草如茵並栽種了懸鈴木，如今矗立了希爾頓雅典和國立希臘美術館。在古代，河邊受到蘇格拉底的青睞，並經常到此散步和教學。附近也可以找到帕那辛納克體育場，這個地區在古代被稱為希諾薩奇。

## 詞源

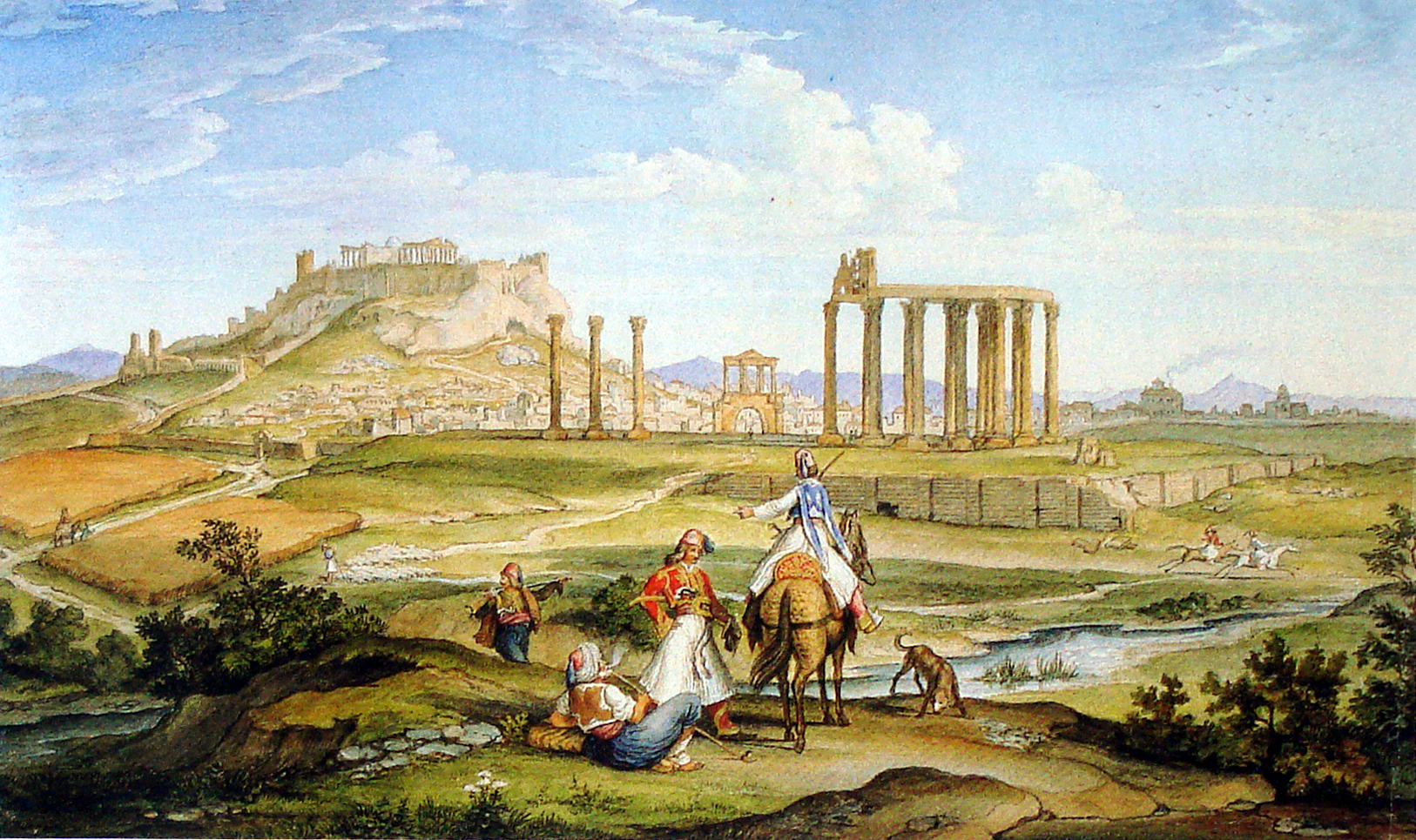
德國畫家約翰·邁克爾·威特默筆下的雅典與伊利索斯河的景色

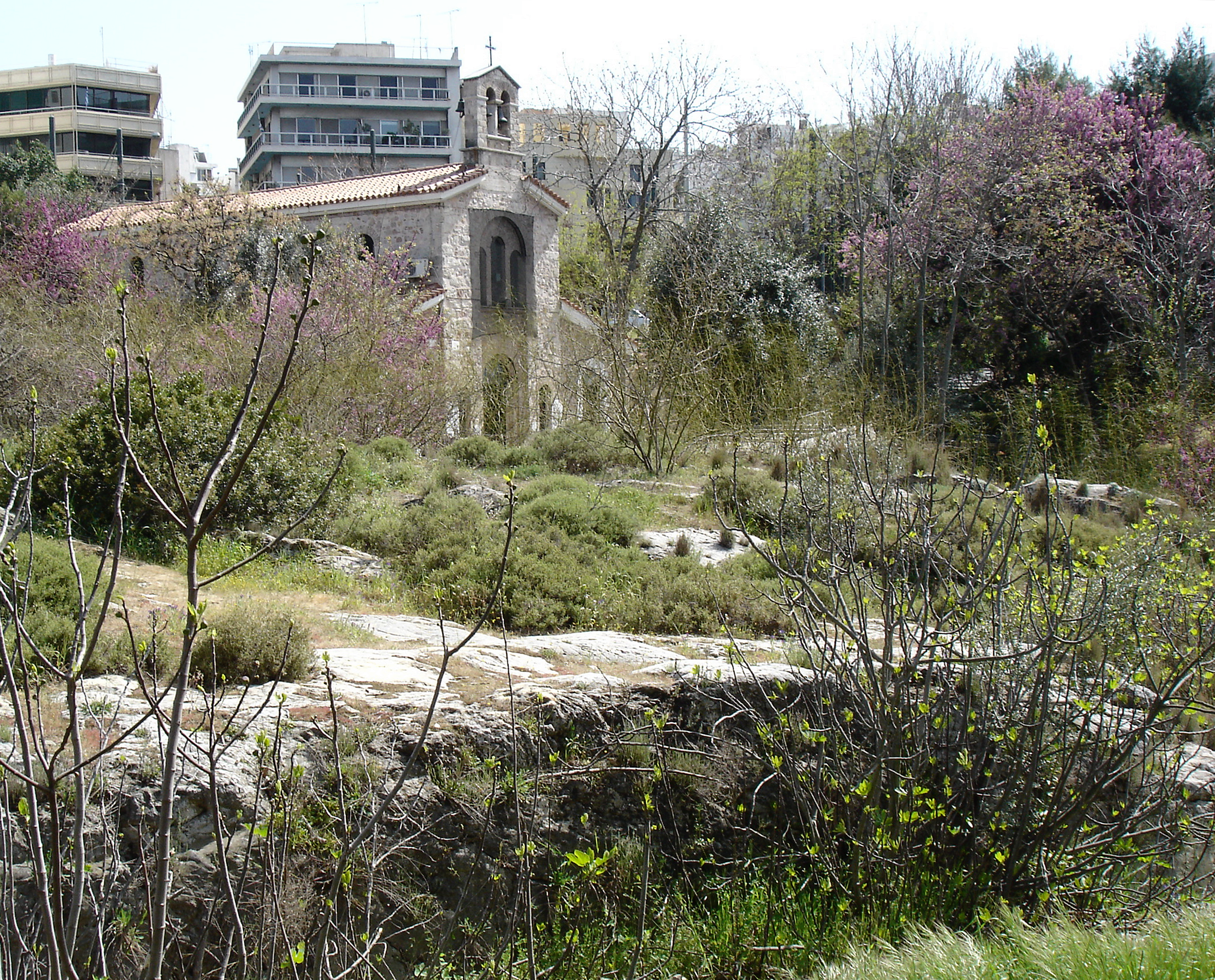
聖福聴妮教堂於伊利索斯河的現址

它的名字有可能源於前希臘時期，其特點是-ssós/-ttós做結尾，與許多其他在希臘阿提卡地區的河流名稱一致，被認為是古代語言底層的「倖存者」。

## 外部連結
- Ilissos - Theoi Greek Mythology（页面存档备份，存于）
- The Ilissos River-Valley - Greece Travel Guide（页面存档备份，存于）